# العلاقات الألمانية البيروية
العلاقات الألمانية البيروفية هي العلاقات الثنائية التي تجمع بين ألمانيا وبيرو.

## مقارنة بين البلدين
هذه مقارنة عامة ومرجعية للدولتين:
| وجه المقارنة                                              | ألمانيا                                                                              | بيرو                                   |
| --------------------------------------------------------- | ------------------------------------------------------------------------------------ | -------------------------------------- |
| المساحة (كم2)                                             | 357.41 ألف                                                                           | 1.29 مليون                             |
| عدد السكان (نسمة)                                         | 81.29 مليون                                                                          | 32.16 مليون                            |
| الكثافة السكانية (ن./كم²)                                 | 227.44                                                                               | 24.93                                  |
| العاصمة                                                   | بون، برلين                                                                           | ليما                                   |
| اللغة الرسمية                                             | اللغة الألمانية                                                                      | اللغة الإسبانية، اللغة الأيمرية، كتشوا |
| العملة                                                    | يورو، مارك ألماني                                                                    | سول بيروفي جديد                        |
| الناتج المحلي الإجمالي (بليون دولار)                      | 3.68 تريليون                                                                         | 211.39 مليار                           |
| الناتج المحلي الإجمالي (تعادل القوة الشرائية) بليون دولار | 3.92 تريليون                                                                         | 393.13 مليار                           |
| الناتج المحلي الإجمالي الاسمي للفرد دولار أمريكي          | 41.31 ألف                                                                            | 6.03 ألف                               |
| الناتج المحلي الإجمالي للفرد دولار أمريكي                 | 46.40 ألف                                                                            | 11.99 ألف                              |
| مؤشر التنمية البشرية                                      | 0.926                                                                                | 0.740                                  |
| رمز المكالمات الدولي                                      | +49                                                                                  | +51                                    |
| رمز الإنترنت                                              | .de                                                                                  | .pe                                    |
| المنطقة الزمنية                                           | توقيت وسط أوروبا، ت ع م+01:00، ت ع م+02:00، توقيت أوروبا الوسطى المعياري (ت غ م +1) ‏ | توقيت بيرو، 00                         |

## مدن متوأمة
في ما يلي قائمة باتفاقيات التوأمة بين مدن ألمانية وبيروفية:
- ترتبط Treptow-Köpenick [الإنجليزية]‏ مع كاخاماركا باتفاقية توأمة.
- ترتبط توبينغن مع Villa El Salvador [الإنجليزية]‏ باتفاقية توأمة منذ 1989.
- ترتبط راينشتيتن مع Palca District, Tarma [الإنجليزية]‏ باتفاقية توأمة.
- ترتبط إشينغ مع أوروبامبا باتفاقية توأمة.

## منظمات دولية مشتركة
يشترك البلدان في عضوية مجموعة من المنظمات الدولية، منها:
| علم المنظمة | اسم المنظمة                                                | تاريخ انضمام ألمانيا | تاريخ انضمام بيرو |
| ----------- | ---------------------------------------------------------- | -------------------- | ----------------- |
|             | مؤسسة التمويل الدولية                                      | 20 يوليو 1956        | 20 يوليو 1956     |
|             | منظمة حظر الأسلحة الكيميائية                               | 29 أبريل 1997        | ?                 |
|             | يونسكو                                                     | 11 يوليو 1951        | 21 نوفمبر 1946    |
|             | الاتحاد الدولي للاتصالات                                   | 1866                 | 12 يوليو 1915     |
|             | الأمم المتحدة                                              | 18 سبتمبر 1973       | 31 أكتوبر 1945    |
|             | المنظمة الهيدروغرافية الدولية                              | ?                    | ?                 |
|             | منظمة الشرطة الجنائية الدولية                              | ?                    | ?                 |
|             | البنك الدولي للإنشاء والتعمير                              | 14 أغسطس 1952        | 31 ديسمبر 1945    |
|             | العملية المشتركة للاتحاد الأفريقي والأمم المتحدة في دارفور | ?                    | ?                 |
|             | الاتحاد البريدي العالمي                                    | 1 يوليو 1875         | ?                 |
|             | مؤسسة التنمية الدولية                                      | 24 سبتمبر 1960       | 30 أغسطس 1961     |
|             | منظمة التجارة العالمية                                     | ?                    | ?                 |
|             | الفريق المعني برصد الأرض                                   | ?                    | ?                 |
|             | المركز الدولي لتسوية المنازعات الاستشارية                  | 18 مايو 1969         | 8 سبتمبر 1993     |
|             | وكالة ضمان الاستثمار متعدد الأطراف                         | 12 أبريل 1988        | 2 ديسمبر 1991     |

## أعلام
هذه قائمة لبعض الشخصيات التي تربطها علاقات بالبلدين:
- ألفريدو موراليس (12 مايو 1990[35] – )
- أليخاندرو هوبرغ (لاعب كرة قدم أرجنتيني، 20 أغسطس 1991[36] – )
- أندريه لوتيرير (سائق سيارة سباق ألماني، 19 نوفمبر 1981 – )
- إزرائيل خان (لاعب كرة قدم بيروفي، 1 ديسمبر 1988[37] – )
- بيلينجورست أنجولو (27 يوليو 1851 – 28 يونيو 1915)
- دوريس جيبسون (صحفية بيروفية، 28 أبريل 1910 – 23 أغسطس 2008)
- فانيسا بيتروو (23 أكتوبر 1979[38][39] – )
- كريستيان ماير (23 يونيو 1970 – )
- ماريا خوليا مانتيلا (10 يوليو 1984 – )

## وصلات خارجية
- موقع وزارة الخارجية الألمانية